# Тараканов, Алексей Фёдорович
Алексей Фёдорович Тараканов (1912—1971) — лейтенант Рабоче-крестьянской Красной Армии, партизан Великой Отечественной войны, Герой Советского Союза (1944).

## Биография
Родился 17 марта 1912 года в деревне Леоново Костромской губернии (ныне — Судиславский район Костромской области). 

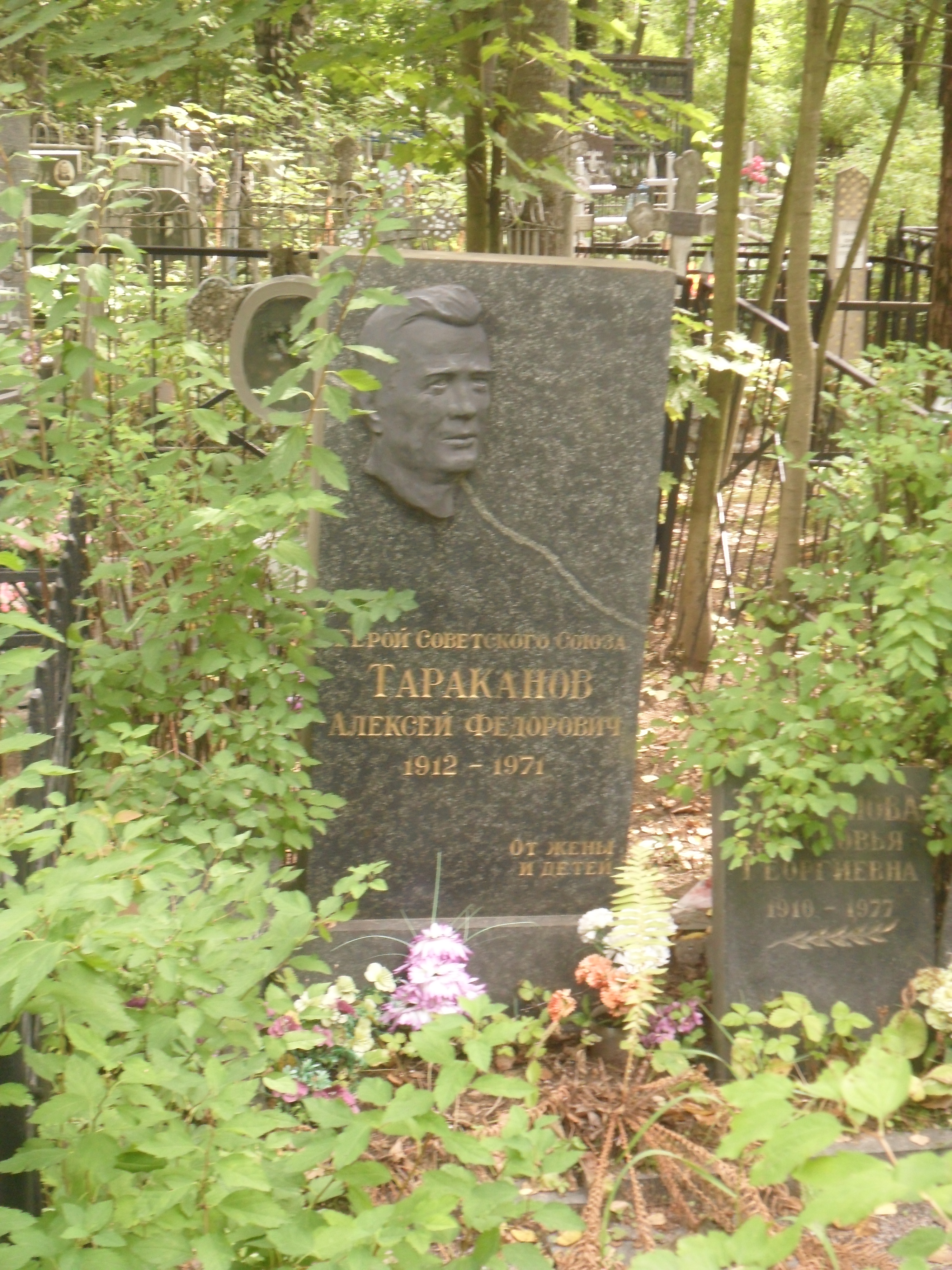
Могила Тараканова на Богословском кладбище Санкт-Петербурга.

После окончания семи классов школы работал в колхозе, был его председателем. В июне 1941 года был призван на службу в РККА и с начала Великой Отечественной войны находился на её фронтах. В конце августа 1941 года оказался в немецком тылу и вступил в партизанский отряд. Лично участвовал в его боевых операциях.
С августа 1943 года лейтенант Алексей Тараканов командовал 2-м партизанским полком 5-й партизанской бригады Ленинградской области. К февралю 1944 года партизаны этого полка пустили под откос 41 немецкий эшелон, уничтожили более 8 тысяч рельсов, более 4 тысяч солдат и офицеров противника, спасли от угона в Германию 18 тысяч граждан СССР.
Указом Президиума Верховного Совета СССР от 2 апреля 1944 года за «образцовое выполнение заданий командования в борьбе против немецких захватчиков в тылу противника и проявленные при этом отвагу и геройство» лейтенант Алексей Тараканов был удостоен высокого звания Героя Советского Союза с вручением ордена Ленина () и медали «Золотая Звезда» (№ 3403). Был также награждён рядом медалей.
В мае 1944 года Тараканов был уволен в запас. Проживал и работал сначала в Парголово, затем в Ленинграде. В 1948 году Тараканов окончил совпартшколу.
Скончался 30 ноября 1971 года, похоронен на Богословском кладбище Санкт-Петербурга (участок 5,7 м восточнее Выборгской дорожки); на могиле установлен обелиск из габбро-диабаза с барельефным портретом.